# Dornier Do 27

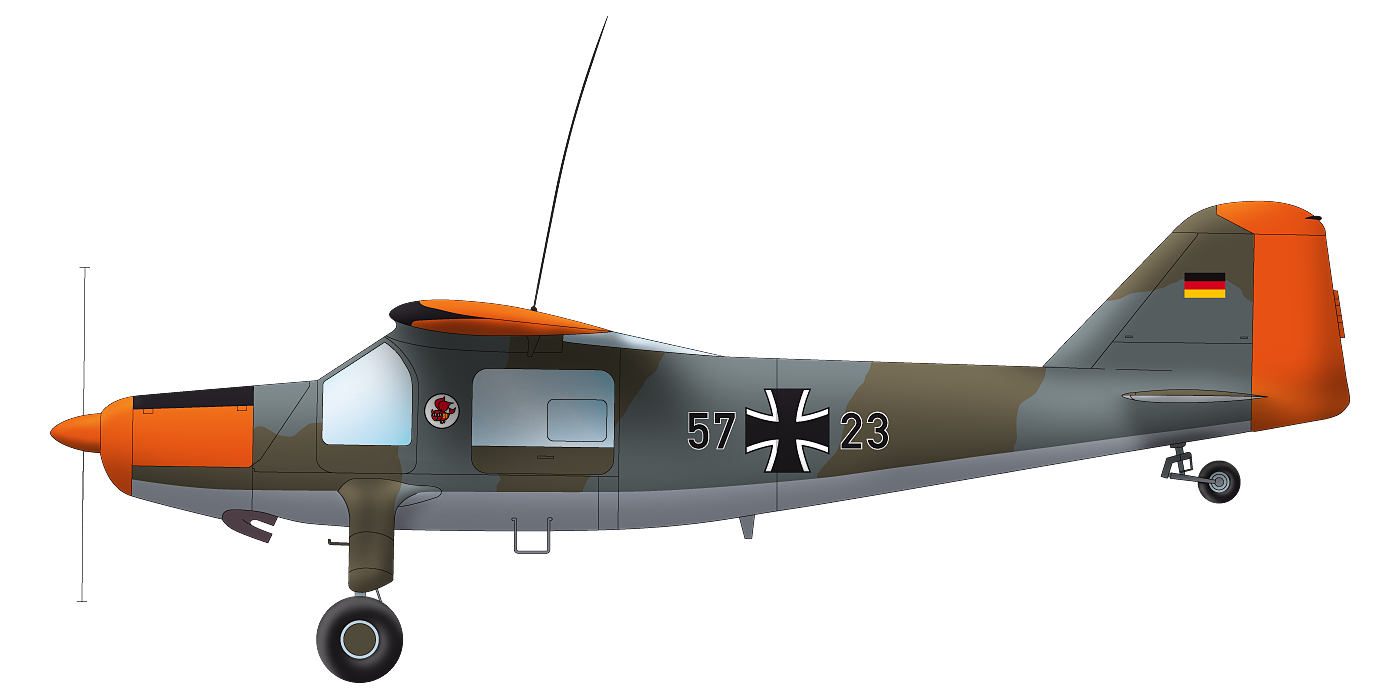
Dornier Do 27.

Dornier Do 27 är ett enmotorigt STOL-flygplan tillverkad av Dornier.

## Historia
Efter tredje rikets fall 1945 flyttade Dornier sin verksamhet till Spanien. Där påbörjades även utvecklingen av Do 27 under 50-talet, men kom att färdigställas i dåvarande Västtyskland, då verksamheten flyttades tillbaka under 1955–1956. Första flygningen med ett serieproducerat flygplan skedde den 17 oktober 1956. När produktionen i Västtyskland upphörde 1966 hade 621 flygplan tillverkas, varav hela 428 levererades till västtyska försvarsmakten. Även 50 flygplan licenstillverkades i Spanien av CASA med beteckningen C-127, vilka levererades till det spanska flygvapnet.

### Användning i svenska försvarsmakten
1961 levererades fem stycken Dornier Do 27A-4 till Arméflyget och gavs den militära beteckningen Fpl 53, men kom i dagligt tal kallas "Doan". Flygplanen tilldelades först nummerserien 271 till 275, men märkningsbestämmelserna för svenska militära flygplan reviderades 1964 och flygplanens nummer ändrades till 81 till 85. Förbandsbokstaven (anropssignalen) var W (Wilhelm). Utöver dessa fem flygplan fanns vid tiden även en civilregistrerad Do 27 i Sverige, som i händelse av ofred skulle överföras till krigsorganisationen. Flygplanet användes främst till utbildning samt personaltransport
Varianten A-4 skilde sig från en standard Do 27 på ett par punkter, bland annat var landstället förstärkt samt det fanns en lucka i kabingolvet som möjliggjorde fällning av last under flygning. Start och landning på frusna sjöar samt snötäckta fält var möjlig genom att montera skidor på landstället.
Flygplanstypen togs ur tjänst 1991 och var Arméflygets sista flygplanstyp.
Individer
| Tillv.nr | Mil reg.nr | Fen nummer | I tjänst åren | Övrigt                              | Bild |
| -------- | ---------- | ---------- | ------------- | ----------------------------------- | ---- |
| 2099     | 53271      | 81         | 1962 - 1991   | Bevarad vid Aeroseum i Göteborg     |      |
| 2100     | 53272      | 82         | 1962 - 1985   | Havererade 1985-05-13               |      |
| 2110     | 53273      | 83         | 1962 - 1991   | Bevarad vid Flygvapenmuseum, Malmen |      |
| 2111     | 53274      | 84         | 1962 - 1976   | Totalförstörd 1976-01-19            |      |
| 2112     | 53275      | 85         | 1962 - 1967   | Havererade 1967-09-03               |      |

Haverier
Tre av arméns Fpl 53 förlorades vid olyckor:
- I samband med start från Rommehed i Borlänge 3 september 1967 kolliderar W85 med en jordvall och havererar. Inga allvarliga personskador.
- I samband med tankning på Brandholmens flygfält i Nyköping 19 januari 1976 lossnar en tankslang från tankbilen vilket orsakar en förödande brand. Förutom W84 totalförstörs även ett Fpl 61C. Inga personskador.
- I samband med flygning med fallskärmshoppare över Flugebyn i Karlsborg 13 maj 1985 vådautlöses en fallskärm i kabinen och far ut genom kabindörren. Som en följd av detta blir flygplanet (W82) manöverodugligt och slår i marken. Alla fyra hoppare undkommer med lindriga skador, men flygföraren omkommer.